# Városháza (Pécs)
A pécsi városháza Pécs megyei jogú város közgyűlésének helye, egyben a Széchenyi tér egyik legjellegzetesebb épülete. Az épület sorozatban a harmadik épület a török uralom megszűnése után – az elsőt 1698-ban építették, majd 1710-ben a tűzvészben jelentősen károsult épületet eredeti formájában újjáépítették. 1834-ben a helyén épült egy kétszintes klasszicista városháza, majd 1907-ben készült el a jelenlegi neobarokk épület Láng Adolf tervei alapján.

## Története

### 1698–1830
1686-ban, a török alóli felszabadulás évében kezdték el építeni az első városházát, mely 12 év alatt készült el. Azonban 1704-ben a rác betörés elpusztította az épületet, melyet 1710-ben eredeti formájában építettek újjá. 1713-ban elkészült az első torony is. Az épület L alakú egyemeletes barokk épület volt. 1722-ben kellett először felújítani az épületet. Az első városházában hirdették ki Pécs 1780-as szabad királyi várossá válását, mely egyben azt is jelentette, hogy számos új munkakört kellett szervezni, melyet a régi épület nem tudott már kielégíteni, ám a függetlenséggel egyben a város költségvetése ehhez az építkezéshez sokáig nem volt megfelelő. 1809-ben kiürítették az épületet, Napóleon az évi hadjárata miatt az épületben kórházat alakítottak ki.

### 1830–1905
Az új városháza építése végül 1830-ban kezdődött meg Piatsek József tervei alapján, részben a korábbi épület köveiből, és 1834 áprilisában adták át. Az épület szintén kétszintes, és szintén volt tornya.
1898-ban közgyűlési határozat született, miszerint mivel az épület legfeljebb 40-50 évig állna csak fenn egy szakértői vizsgálat szerint, az alapoktól új épületet kell építeni. 1905-ben búcsúztatták a második városházát.

### 1905-től napjainkig
A harmadik, jelenlegi városháza a korábbinál sokkal nagyobb területen épült meg. A klasszicista városháza és a Perczel utca közi barokk épületet, valamint a városháza és a jelenlegi Városház köz közti copf stílusú házat is le kellett bontani. A torony csúcsán Pécs város szabad királyi oklevelének címere látható, melyet 1780-ban a szabad királyi jogokkal együtt adományozott a városnak Mária Terézia és fia II. József.
Az épület földszinti részén különböző üzletek, éttermek álltak és állnak a mai napig.